# Perfect World (Simple Plan)
Perfect World è un singolo promozionale estratto dal secondo album dei Simple Plan Still Not Getting Any..., uscito solo in pochi Paesi.

## Video musicale
Il video, pubblicato il 12 gennaio 2007, mostra vari spezzoni della band in concerto alternati a scene nel backstage.

## Tracce
1. Perfect World – 3:53

## Formazione
- Pierre Bouvier - voce
- David Desrosiers - basso, voce secondaria
- Jeff Stinco - chitarra solista
- Sébastien Lefebvre - chitarra ritmica, voce secondaria
- Chuck Comeau - batteria, percussioni

## Classifiche
| Classifica (2006) | Posizione massima |
| ----------------- | ----------------- |
| Brasile           | 34                |